# Scaptesyle aequidistans
Scaptesyle aequidistans är en fjärilsart som beskrevs av George Francis Hampson 1900. Scaptesyle aequidistans ingår i släktet Scaptesyle och familjen björnspinnare. Inga underarter finns listade.